# Franz Christoph Janneck
Franz Christoph Janneck (né le 3 octobre 1703 à Graz et mort le 13 janvier 1761 à Mariahilf, 6e arrondissement de Vienne) est un peintre autrichien de la période baroque.

## Biographie
Franz Christoph Janneck est Assesor à l'Académie des beaux-arts de Vienne entre 1752 et 1758 à la même période que Paul Troger et Franz Sebald Unterberger. 
Il a peint essentiellement des scènes de genre mais aussi quelques paysages et portraits.